# Wolfurt
Wolfurt (in alemanno Wolfert) è un comune austriaco di 8 331 abitanti nel distretto di Bregenz, nel Vorarlberg; ha lo status di comune mercato (Marktgemeinde).
Vi hanno sede l'azienda produttrice di impianti a fune Doppelmayr e la squadra di hockey su pista Rollhockey Club Wolfurt.